# هانسل
هانسل (انگلیسی: Hansel) شرکت دولتی تدارکات فنلاندی است، که در سال ۲۰۰۳ تأسیس شد.